# Brug 88
Brug 88 is een vaste brug in Amsterdam-Centrum.
De brug ligt in de noordelijke kade van de Lijnbaansgracht en overspant de Spiegelgracht. Aan beide zijden van de Spiegelgracht staan rijksmonumenten.
Hier ligt al eeuwen een brug. Daniël Stalpaert tekende hier al een brug in op zijn ontwerpkaart uit 1662. Er is dan ook al enige bebouwing aan de oostelijke kade van de Spiegelgracht, met zelfs een gesloten woonblok Spiegelgracht, Eerste Weteringdwarsstraat, Weteringstraat en Tweede Weteringdwarsstraat. Toen Frederik de Wit kwam met zijn kaart van 1688 zijn de Weteringdwarsstraten bijna alle volledig bebouwd, maar Lange en Korte Leidsedwarsstraat nog niet. De moderne geschiedenis begint met een foto van Pieter Oosterhuis uit 1872, waar toen al een vaste brug met drie doorvaarten op te zien was met op de achtergrond de molen De Spiering. Op de brug staan de typische 19e-eeuwse brugleuningen. In 1877 werd de brug verlaagd, vlak nadat brug 97 (over de Lijnbaansgracht) werd opgeleverd. De brug werd in 1890 opnieuw onder handen genomen, ze werd vernieuwd en verbreed, waarbij zowel weg- als scheepvaartverkeer enige tijd gestremd was. Als fotograaf Jacob Olie op 6 november 1894 langskomt, licht er een plaat/liggerbrug met maar een doorvaart. De bruggen 88 en 97 trokken ook in 1969 samen op; ze moesten vervangen worden en dat nam een tijdbestek van vijf a zes maanden in beslag. De bruggen ontsnapten toen aan het "terugrestaureren", waarbij bruggen uit de laat 19e eeuw vervangen werden door boogbruggen, die beter in het klassieke stadsbeeld zouden passen, iets dat in de jaren zeventig pas in praktijk werd gebracht.

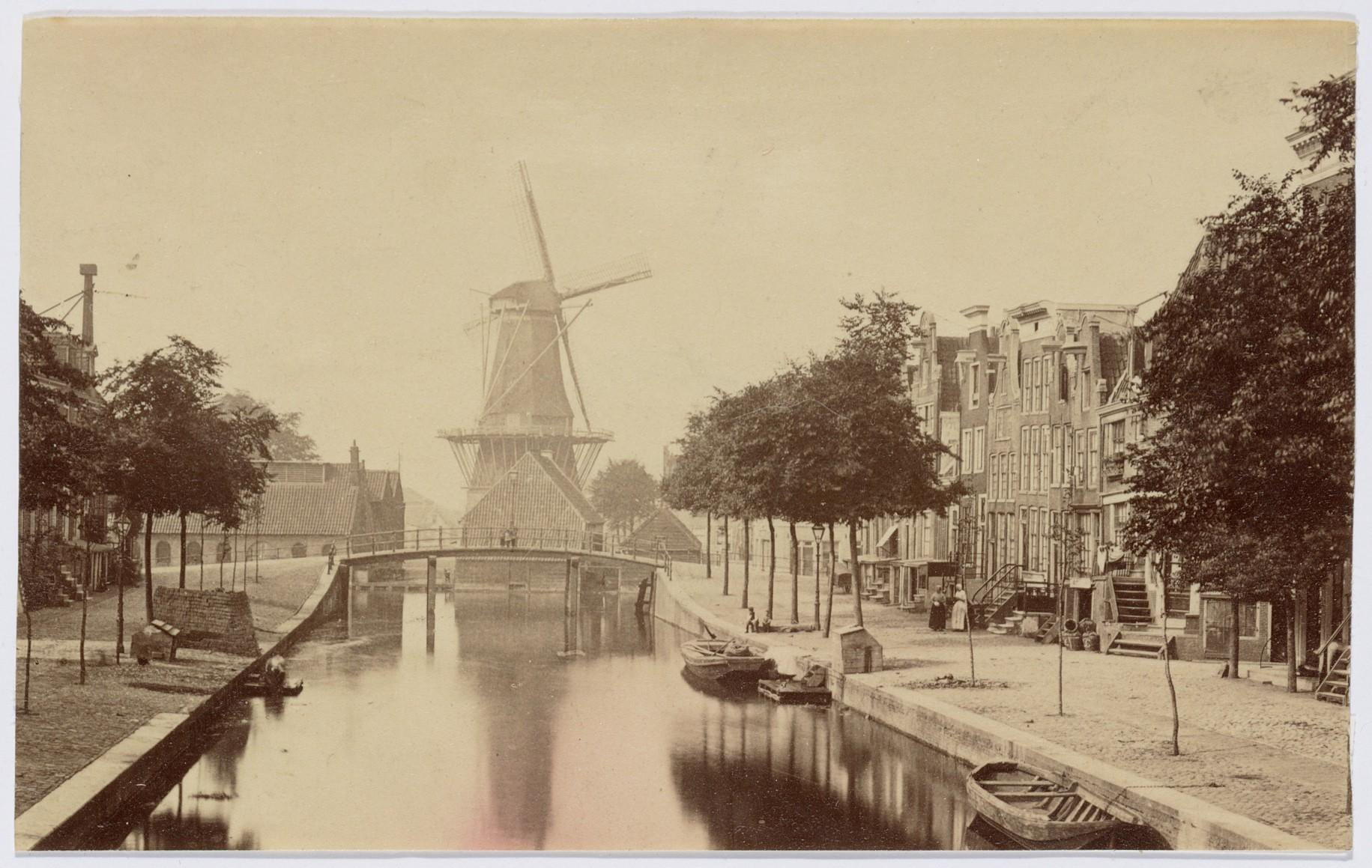
De brug in 1872 door Pieter Oosterhuis
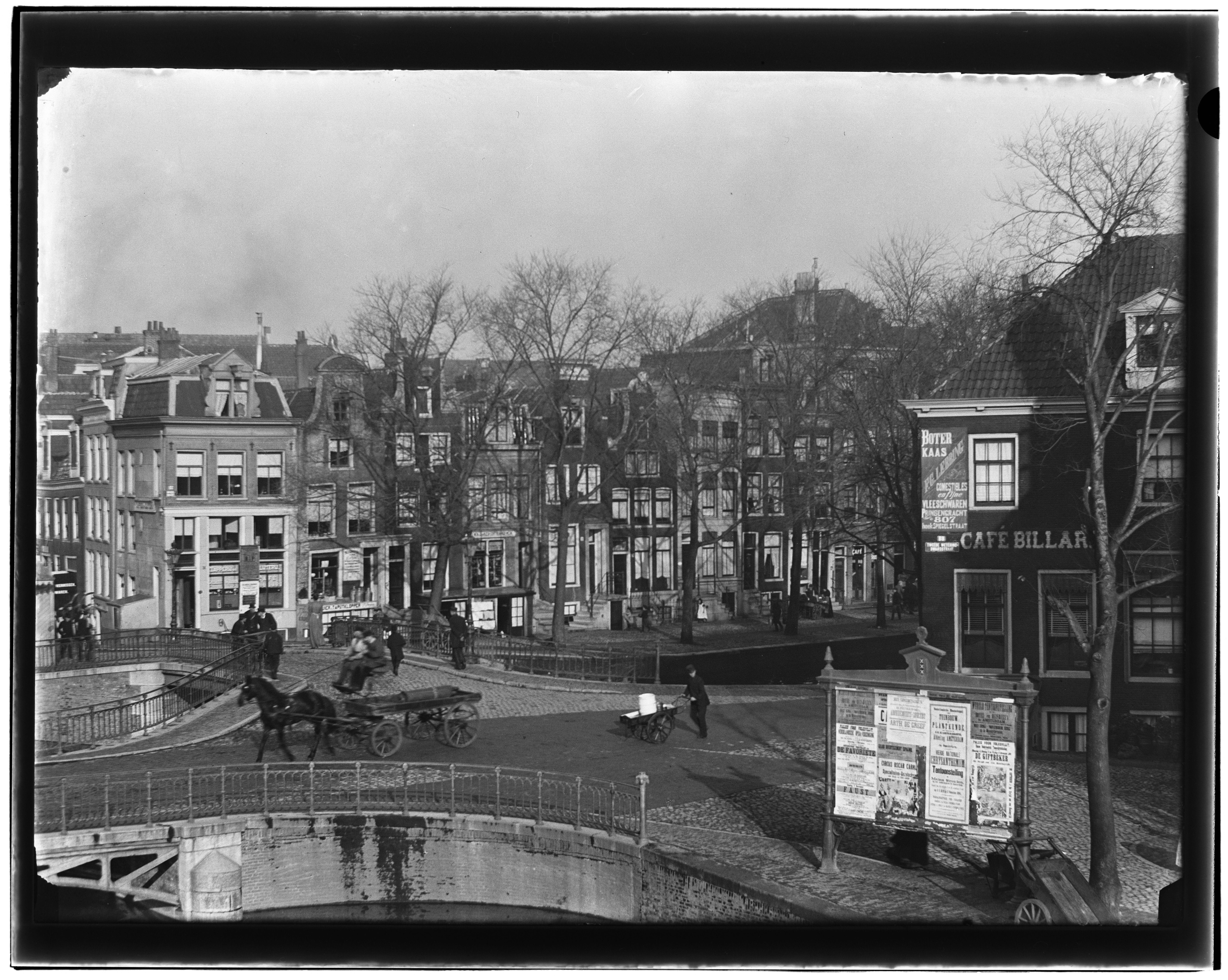
De brug in 1894 door Jacob Olie

1 · 2 · 3 · 4 · 5 · 6 · 7 · 8 · 9 · 10 · 11 · 12 · 13 · 14 · 15 · 16 · 17 · 18 · 19 · 20 · 21 · 22 · 23 · 24 · 25 · 26 · 27 · 28 · 29 · 30 · 31 · 32 · 34 · 35 · 36 · 37 · 38 · 39 · 40 · 41 · 42 · 43 · 44 · 45 · 46 · 47 · 48 · 49 · 50 · 51 · 52 · 53 · 54 · 55 · 56 · 57 · 58 · 59 · 60 · 61 · 62 · 63 · 64 · 65 · 66 · 67 · 68 · 69 · 70 · 71 · 72 · 73 · 74 · 75 · 76 · 77 · 78 · 79 · 80 · 81 · 82 · 84 · 85 · 86 · 87 · 88 · 89 · 90 · 91 · 92 · 93 · 94 · 95 · 96 · 97 · 98 · 99 · >>>
Brugnummers 33 en 83 zijn niet (meer) vergeven